# Голдстейн, Джен Эллен
Джен Голдстейн (Jan E. (Ellen) Goldstein; род. 1946) — американский историк, специалист по современной европейской интеллектуальной и культурной истории, франковед, историк наук о человеке (в особенности психиатрии и психоанализа), также её интересуют концепции самосознания и идентичности и историческая методология. Доктор философии (1978), именной профессор-эмерит Чикагского университета, член Американской академии искусств и наук (2010). Президент Американской исторической ассоциации (2014). Лауреат Quantrell Award.
Её бабушка и дедушка были восточноевропейскими евреями; росла в Бронксе в 1950-х и 1960-х годах. Завоевав право стать первой девушкой-Valedictorian в Bronx High School of Science, поступилась честью занявшему второе место, довольствовавшись званием Salutatorian. Той же осенью 1963 года поступила в гарвардский Рэдклифф. После двух лет работы в издательстве в Нью-Йорке стала докторантом по истории в Колумбийском университете, где и получит докторскую степень; занималась в Париже в середине 1970-х годов; её диссертация стала исследованием профессионализации французской психиатрии в XIX веке. Под её руководством работали более 25 докторантов.
С 1996 года редактор Journal of Modern History.
Джен Голдстейн занимается интеллектуальной и культурной историей Европы, особенно Франции, с восемнадцатого по двадцатый век. Разрабатываемая ею фундаментальная проблематика — это институционализация идей и податливость самосознания в современную эпоху. На основе своей диссертации выпустит книгу Console and Classify: The French Psychiatric Profession in the Nineteenth Century (Cambridge and New York: Cambridge University Press, 1987 {Рец. W. F. Bynum}; 2-е изд. — University of Chicago, 2001), удостоившуюся Herbert Baxter Adams Prize. Её книга The Post-Revolutionary Self: Politics and Psyche in France, 1750—1850 (Harvard University Press, 2005) получит David Pinkney Prize. Также автор кн. Hysteria Complicated by Ecstasy: The Case of Nanette Leroux (Princeton University Press, 2010).
Супруг — с 2004 года — William H. Sewell Jr.